# (32014) Bida
2000 HL64 (asteroide 32014) é um asteroide da cintura principal. Possui uma excentricidade de 0.24500080 e uma inclinação de 6.54963º.
Este asteroide foi descoberto no dia 26 de abril de 2000 por LONEOS em Anderson Mesa.